# Tilhold
 Der er for få eller ingen kildehenvisninger i denne artikel, hvilket er et problem. Du kan hjælpe ved at angive troværdige kilder til de påstande, som fremføres i artiklen.

Et tilhold, eller polititilhold, er en skriftlig advarsel fra politiet, som gives til en person, der har krænket, forulempet og/eller forfulgt, fysisk eller skriftligt, en privatperson, institution eller offentlig myndighed.
Almindeligvis skal der foretages flere krænkelser, før der gives en advarsel.
Et tilhold har gyldighed i fem år, og ved overtrædelse kan der straffes med bøde eller fængsel i op til to år.